# Bobby Korecky
Robert John Korecky (né le 16 septembre 1979 à Hillside, New Jersey, États-Unis) est un lanceur de relève droitier de la Ligue majeure de baseball. Il est en 2015 sous contrat avec les Blue Jays de Toronto.

## Carrière
Joueur des Wolverines de l'université du Michigan,, Bobby Korecky est repêché par les Phillies de Philadelphie au 19e tour de sélection en 2002. Il débute en 2002 sa carrière professionnelle en ligues mineures avec des clubs affiliés aux Phillies. En décembre 2003, les Phillies l'échangent, avec le joueur de champ intérieur Nick Punto et le lanceur droitier Carlos Silva, aux Twins du Minnesota pour le lanceur gaucher Eric Milton. En 2005, il ne joue que deux matchs de ligues mineures dans l'organisation des Twins après avoir subi la première de deux opérations Tommy John.
Korecky fait ses débuts dans le baseball majeur comme lanceur de relève des Twins du Minnesota le 26 avril 2008, à l'âge de 28 ans. Il lance 17 manches et deux tiers en 16 présences au monticule pour Minnesota cette année-là, remportant deux victoires. Le 18 février 2009, il est réclamé au ballottage par les Diamondbacks de l'Arizona, pour qui il joue 5 matchs au cours de la saison qui suit. 
Fin 2009, Korecky subit sa seconde opération Tommy John en 6 ans et revient au jeu en 2010 dans le baseball indépendant au Canada avec les Goldeyes de Winnipeg de la Ligue Northern.
Mis sous contrat par les Blue Jays de Toronto en 2011, il évolue principalement dans les années qui suivent pour les 51s de Las Vegas puis, à partir de 2013, les Bisons de Buffalo, qui sont les clubs-écoles de niveau Triple-A des Blue Jays. Il revient dans les majeures pour un match avec Toronto en 2012, puis deux en 2014. Sa saison 2015 est jouée à Buffalo.